# Đội tuyển bóng chuyền nữ quốc gia Indonesia
Đội tuyển bóng chuyền nữ Indonesia đại diện cho bóng chuyền Indonesia thi đấu giải đấu bóng chuyền nữ quốc tế và các trận giao hữu.
Họ tham dự Giải vô địch bóng chuyền nữ Châu Á 10 lần, vị trí tốt nhất của họ là đứng thứ 5 giải đấu năm 1979.